# Hyponerita furva
Hyponerita furva är en fjärilsart som beskrevs av William Schaus 1905. Hyponerita furva ingår i släktet Hyponerita och familjen björnspinnare. Inga underarter finns listade i Catalogue of Life.